# Jul för dig och mig
Jul för dig och mig är ett julalbum från 1980 av Leif Bloms.

## Låtlista
1. Jul för dig och mig (okänd)
2. Låt mig få tända ett ljus (Mozarts vaggsång) (Bernhard Flies, Börje Carlsson)
3. Nu tror du på tomten igen (Santa Claus is Coming to Town) (Bernhard Flies)
4. Vintervärld (Winter Wonderland) (Felix Bernard, Peter Himmelstrand)
5. När juldagsmorgon glimmar (Wir hatten gebauet ein stattliches Haus) (trad.)
6. Julledigt (okänd)
7. Schönster herr Jesu (trad. från Schlesien)
8. Silverklang (Silver Bells) (Jay Livingstone, Ray Evans)
9. Bjällerklang (Jingle Bells) (James Lord Pierpont)
10. När ljusen tändas därhemma (When It's Lamp Lighting Time in the Valley) (Jay Livingstone, Ray Evans)
11. Silverdrömmar (Mary's Boy Child) (Jester Hairston, Åke Gerhard)
12. Stilla natt (Stille nacht, heilige nacht) (angiven okänd kompositör)

### Fotnoter
1. ↑  ”Jul för dig och mig”. Svensk mediedatabas. 12 mars 1980. http://smdb.kb.se/catalog/id/001887588. Läst 31 december 2013.